# Jan Långben håller diet
Jan Långben håller diet (engelska: Tomorrow We Diet) är en amerikansk animerad kortfilm med Långben från 1951.

## Handling
Långben bestämmer sig för att gå ner i vikt, men hans hunger hindrar honom från att göra det, vilket gör det svårare för honom att lyckas. Inte heller blir det bättre att hans spegelbild pratar med honom och ifrågasätter hans matvanor.

## Om filmen
Filmen hade svensk premiär den 22 september 1952 och visades på biografen Spegeln i Stockholm.
Filmen har givits ut på VHS och DVD och finns dubbad till svenska.

## Rollista
- Bob Jackman – George Geef (Långben)[8]